# Anyphaena leechi
Anyphaena leechi är en spindelart som beskrevs av Norman I. Platnick 1977. Anyphaena leechi ingår i släktet Anyphaena och familjen spökspindlar. Inga underarter finns listade i Catalogue of Life.